# سفارة الولايات المتحدة في المكسيك
سفارة الولايات المتحدة في المكسيك هي أرفع تمثيل دبلوماسي لدولة الولايات المتحدة لدى المكسيك. تقع السفارة في مدينة مكسيكو وهي تهدف لتعزيز المصالح الأمريكية في المكسيك.

## وصلات خارجية
- الموقع الرسمي
- قائمة سفارات الولايات المتحدة
- قائمة السفارات في المكسيك